# محمد الأخضر الفيلالي
الشيخ محمد الأخضر الفيلالي  (ولد سنة 1889م بخنقة سيدي ناجي ولاية بسكرة- سنة 1979م.هو فقيه وعالم جزائري

## نشأته
تلقى تعليمه الأول بمسقط رأسه، بعدها التحق بالمدرسة القرآنية التي كانت تسمى بالزاوية حيث استفاد واحتك بعلمائها الأجلاء ومدرسيها للفقه والشريعة إلى أن ختم القرآن مرتين ليصبح بعد ذلك معلما له للأجيال.
و بعدها التحق بمدينة قسنطينة حيث درس بالجامع الأخضر بمعية مشائخ كبار أمثال الشيخ البشير الإبراهيمي والشيخ العربي التبسي وغيرهم.

## نشاطه
وعند تأسيس الحركة الإصلاحية المتمثلة في جمعية العلماء المسلمين من طرف علماء أمثال: الشيخ عبد الحميد بن باديس، والشيخ البشير الإبراهيمي وغيرهم تنقل الشيخ محمد الأخضر الفيلالي إلى الجزائر العاصمة لينهل من هؤلاء العلماء ثم أصبح عضوا في الجمعية.
بعد ذلك رحل إلى البقاع المقدسة فالتقى ثانية بالعلامة الشيخ البشير الإبراهيمي وكذا الشيخ العلامة جمال الدين الأفغاني وذلك لوضع إستراتيجية عمل جديدة في الحركة الإصلاحية مواكبة للحركة الإصلاحية الموجودة بالمشرق العربي، فأصبح الشيخ محمد الأخضر الفيلالي فعلا شخصية إصلاحية. وأثناء عودته إلى الجزائر وجد الشيخ عبد الحميد بن باديس مواكبا لهذه الحركة الإصلاحية انطلاقا من نادي الترقي الموجود بالعاصمة.
نشاطه هذا أدى الإستعمار الفرنسي للجزائر إلى نفيه نحو مدينة آفلو حيث إلتقى الشيخ محمد الأخضر الفيلالي ببعض رجالات من مدينة غرداية (تجار، علماء)، فتعرفوا على بعضهم البعض وبمرور الأيام اكتشفوا حقيقة هذا الرجل الإصلاحي، فاقترحوا عليه الانتقال معهم إلى مدينة غرداية لكي ينشر أفكاره ويعلم أبناءهم.
و فعلا تمت الموافقة من الشيخ الفيلالي إلا أن الشيخ البشر الإبراهيمي اعتذر لأنه كان له عقدا مع دار الحديث بتلمسان. وفي مدينة غرداية بدأ عمله الإصلاحي وتعليمه لكل من يريد التعلم من هذا الشيخ.
و قد أخذ من مسجد خالد بن الوليد الكائن بحي الحفرة مركز إشعاع، زيادة على ذلك فقد احتك به أئمة ومشائخ من أمثال الشيخ بوحميدة محمد بن عمر إضافة إلى مختلف المشائخ من دوائر من المدينة أمثال: الشيخ لخضر الدهمة – بوعبدلي علي بن الطيب – بن خليفة عبد القادر – كريد موسى وغيرهم كثيرون.
و قد قدم الشيخ محمد الأخضر الفيلالي أعمالا جليلة لهذه المدينة ورجالاتها حيث كان له دور فعال في إرساء قواعد المودة والوئام بين كل الأطياف الموجودة بها.
بقي الشيخ محمد الأخضر الفيلالي في نشاطه الإصلاحي إلى أن نالت الجزائر استقلالها. بعده إنتقل إلى البليدة وبالضبط إلى مدينة بوقرة ومكث هناك إلى أن وافته المنية سنة 1979م.